# John Walker (músico)
John Joseph Maus (12 de noviembre de 1943-7 de mayo de 2011), conocido artísticamente como John Walker, fue un cantante, compositor y guitarrista estadounidense, más conocido por ser el fundador de The Walker Brothers, que tuvieron su mayor éxito en la década de 1960, sobre todo en el Reino Unido.

## Primeros años y carrera
John Maus nació en Nueva York, hijo de John Joseph Maus Sr., de origen alemán, y de su esposa Regina. Con sus padres y su hermana mayor, Judith, se trasladó a California en 1947, instalándose primero en Redondo Beach y después en Hermosa Beach. De niño empezó a aprender a tocar el saxofón, el clarinete y la guitarra, y a los 11 años comenzó a actuar y a participar en programas de televisión. Tuvo un papel en una sitcom regular, Hello Mom, y pequeños papeles no acreditados en las películas The Eddy Duchin Story (1956) y The Missouri Traveler (1958). Se hizo amigo de Ritchie Valens, y fue portador honorario del féretro de Valens. En 1959 la familia se trasladó de nuevo a Inglewood, donde conoció a los futuros miembros de The Beach Boys, David Marks y Dennis y Carl Wilson, y les ayudó a enseñarles a tocar la guitarra. Comenzó a utilizar el nombre de John Walker a los 17 años, porque no le gustaba cómo pronunciaba la gente su verdadero nombre.
A partir de 1957, trabajó como cantante y guitarrista con su hermana, como el dúo John and Judy. Entre 1958 y 1962 grabaron varios singles para los sellos Aladdin, Dore, Arvee y Eldo. En 1961, formaron una banda de acompañamiento y actuaron como John, Judy y los Newports, hasta que la banda se separó tras un compromiso en Hawái. Entonces conocieron a Scott Engel, que había estado tocando el bajo en The Routers, y, con el batería "Spider" Webb, formaron una nueva banda, Judy and the Gents. Maus obtuvo un carné de identidad a nombre de John Walker, para poder actuar en los clubes de Los Ángeles cuando no tenía la edad legal para hacerlo. En 1963, Walker y Engel, con otros dos músicos, hicieron una gira por el Medio Oeste como "The Surfaris", aunque el grupo no incluía a ninguno de los músicos que tocaban en los discos de los Surfaris. Walker también publicó su primer disco en solitario, "What a Thrill", en el sello Almo, con The Blossoms como coristas.

## The Walker Brothers
En 1964 formó The Walker Brothers (originalmente The Walker Brothers Trio), con él mismo como vocalista y guitarrista principal, Engel en el bajo y las voces armónicas, y Al "Tiny" Schneider en la batería. Walker y Engel fueron contratados como dúo por Mercury Records y grabaron su primer sencillo, "Pretty Girls Everywhere", en Los Ángeles. ¡Allí se convirtieron en una de las principales atracciones del club nocturno Gazzari's, y aparecieron en el programa de televisión Shindig! desarrollado por Jack Good, y luego en un programa de televisión semanal, Ninth Street A Go Go. A finales de 1964, conocieron al baterista Gary Leeds, anteriormente de The Standells, que había hecho una gira reciente por el Reino Unido con el cantante P.J. Proby, y que les convenció de que tendrían más éxito en Inglaterra. Antes de marcharse, grabaron su segundo sencillo, "Love Her", supervisado por Nick Venet y el arreglista Jack Nitzsche, con Scott Engel tomando la parte vocal principal por primera vez. Con el apoyo financiero del padrastro de Leeds, Walker, Engel y Leeds viajaron al Reino Unido en febrero de 1965 para una visita exploratoria.
En el Reino Unido, "Love Her" se publicó en el sello Philips, afiliado a Mercury, y alcanzó el número 20 en la UK singles chart. Walker y Engel firmaron un nuevo contrato de grabación y, con Leeds, empezaron a actuar en directo en Inglaterra, recibiendo una considerable atención de la prensa y con un número creciente de fans, predominantemente mujeres adolescentes. Su siguiente disco, una versión de la canción de Bacharach y David "Make It Easy On Yourself", producida como sus otras grabaciones británicas por Johnny Franz, alcanzó el número 1 en la lista de éxitos del Reino Unido en septiembre de 1965. Durante los dos años siguientes, The Walker Brothers se convirtieron, junto con The Beatles y The Rolling Stones, en uno de los grupos más populares del país. Su segundo número uno en el Reino Unido, "The Sun Ain't Gonna Shine Anymore", en 1966, fue también su mayor éxito en Estados Unidos, donde alcanzó el número 13 en el Billboard Hot 100.
Durante este periodo, los Walker Brothers realizaron algunas actuaciones con The Yardbirds; John acabó vendiendo al guitarrista Jeff Beck la Fender Esquire de 1954 que utilizó en muchas de las grabaciones más famosas de los Yardbirds desde la primavera de 1965 hasta principios de 1966. Walker había modificado la guitarra, tallando un contorno tipo Stratocaster en la zona del brazo de púa.
John Walker escribió en su autobiografía The Walker Brothers: No Regrets - Our Story:
Siempre fui el líder de la banda. Yo era el que decía: 'Vamos a hacer esto, vamos a hacer aquello'. Pasé mucho tiempo asegurándome de que el grupo hiciera una música increíble. La mayoría de la gente no se da cuenta de que fui yo quien eligió las canciones que se convertirían en los singles más vendidos de The Walker Brothers..... Era consciente de que las cosas habían cambiado mucho: Scott se había convertido en el cantante principal del grupo... Ahora que él era el cantante principal, disfruté de la oportunidad de crear algunas armonías inusuales, algo que nunca había hecho antes. Sabíamos que cada uno tenía un papel importante, y nos sentíamos responsables los unos de los otros, con un objetivo en mente, que era hacer buenos discos que fueran únicos para la época.

## Carrera posterior
Los Walker Brothers se separaron a principios de 1968, principalmente como resultado de las tensiones entre Maus y Engel, tras una gira por el Reino Unido a finales de 1967 en la que también participaron Jimi Hendrix, Cat Stevens y Engelbert Humperdinck, seguida de una gira por Japón. John Walker comenzó entonces a actuar en solitario con una banda de acompañamiento. Lanzó un sencillo, "Annabella", coescrito por Graham Nash, que alcanzó el número 24 en la UK singles chart, y un álbum, If You Go Away. Los posteriores sencillo en solitario en Philips, y luego en el sello Carnaby, propiedad de Mervyn Conn, tuvieron menos éxito, al igual que un álbum de 1969, This Is John Walker. En 1971, grabó un álbum coproducido por Bill Wyman en el Chateau d'Herouville, en Francia, pero nunca se publicó. Dos años más tarde, realizó una breve gira con el cantante Jimmy Wilson y un grupo de acompañamiento, como The New Walkers, antes de que se separaran.
A finales de 1974, acordó con Engel y Leeds reformar The Walker Brothers. En 1975, publicaron un álbum, No Regrets. La canción que da título al álbum se lanzó como sencillo y alcanzó el número 7 en la lista de éxitos del Reino Unido a principios de 1976. Grabaron otros dos álbumes juntos, Lines (1976) y Nite Flights (1978), que tuvieron menos éxito. Realizaron algunas actuaciones de cabaret, aunque Engel (ahora más conocido como Scott Walker) era reacio a cantar en directo; el contrato del grupo con GTO Records finalizó y, según Walker, el grupo "simplemente se separó".
En 1986, participó en una gira de resurgimiento de los años 60, antes de trasladarse finalmente de Reino Unido a San Diego. Hizo un curso de electrónica y se convirtió en asesor técnico de empresas de fabricación, al tiempo que desarrollaba su propio estudio de grabación. También comenzó a escribir y componer material, principalmente para otros artistas, y formó su propia editorial, Arena. En el año 2000, creó su propio sello discográfico y lanzó un CD, You. En 2004 volvió a hacer una gira por Gran Bretaña como parte de un paquete de nostalgia y publicó un álbum, Silver Sixties Tour 2004, además de reanudar las giras por su cuenta. En 2007, publicó dos nuevos CDs, Just For You, una colección de canciones de amor, y Songs of Christmas and Inspiration. En 2009 volvió a hacer una gira por el Reino Unido, como parte de un paquete de "oldies", y en 2010 con los Dakotas, cuya formación original respaldó a Billy J. Kramer en la década de 1960.
Una autobiografía doble, escrita por Walker y Gary Leeds, The Walker Brothers: No Regrets - Our Story, se publicó en 2009.

## Vida personal
Walker se casó cuatro veces. Se casó con la cantante pop estadounidense Kathy Young en 1965; se divorciaron en 1968. En 1971 se casó con Julie Parker-Cann; se divorciaron unos años después. Se casó con Brandy Nielsen en 1980; se divorciaron en 2003. En diciembre de 2003 se casó con Cynthia, que cantaba con él en las giras. En el momento de publicar su libro de 2009, Walker vivía en California y tenía dos hijos y tres nietos.
En 2010, a Walker se le diagnosticó un cáncer de hígado. Murió de la enfermedad, en su casa de Los Ángeles, el 7 de mayo de 2011.